# Tân Ninh (phường)
Tân Ninh là một phường thuộc tỉnh Tây Ninh, được thành lập vào năm 2025 bao gồm phần lớn thành phố Tây Ninh và một phần huyện Châu Thành cũ.

## Địa lý
Phường Tân Ninh có vị trí địa lý:
- Phía đông giáp phường Ninh Thạnh
- Phía tây giáp xã Châu Thành
- Phía nam giáp phường Thanh Điền và phường Long Hoa
- Phía bắc giáp phường Bình Minh

Phường Tân Ninh có diện tích 21,35 km², dân số năm 2025 là 89.360 người.

## Lịch sử
Trong đợt cải cách hành chính Việt Nam năm 2025, các đơn vị hành chính cấp huyện bị giải thể và các đơn vị hành chính cấp xã được thành lập. Theo Nghị quyết số 1682/NQ–UBTVQH15, phường Tân Ninh được thành lập từ việc sáp nhập toàn bộ diện tích tự nhiên và quy mô dân số của phường 1, phường 2, phường 3, phường IV, phường Hiệp Ninh và một phần xã Thái Bình của huyện Châu Thành. Sau sáp nhập, các khu phố thuộc phường 3 và phường Hiệp Ninh được giữ nguyên. Trong khi đó, các khu phố thuộc phường 1, phường 2 và phường IV đã được đổi tên để phù hợp với phường mới. Phường đã bắt đầu thử nghiệm hoạt động từ ngày 21 tháng 6 năm 2025.

## Hành chính
Các khu phố thuộc Tân Ninh bao gồm: Hiệp Bình, Hiệp Lễ, Hiệp Nghĩa, Hiệp Thạnh, 1, 2, 3, 4, 5, 6, 7, 8, 9, 10, 11, 12, 13, 14, 15, 16, 17, 18, 19, 20, 21, 22,